# Wilsberg: Schutzengel
Schutzengel ist die 65. Folge der Fernsehfilmreihe Wilsberg. Der Film basiert auf der Wilsberg-Figur von Jürgen Kehrer. Regie führte Martin Enlen, das Drehbuch schrieb Eckehard Ziedrich. Die Erstausstrahlung erfolgte im ZDF am 30. November 2019.

## Inhalt
Wilsberg hat fast 2000 Euro in bar zurückgelegt, um Anna zum Geburtstag eine Mittelmeerkreuzfahrt zu schenken. Leider wird ihm das Geld bei einem Einbruch gestohlen. Als er den Einbrecher überrascht, flieht dieser. Wilsberg kann sich aber sein Gesicht merken, weil er den Dieb mit der Taschenlampe angestrahlt hat.
Overbeck wird Zeuge eines Überfalls, verhaftet jedoch in Verkennung der Situation fälschlicherweise den Ladenbesitzer, weil dieser den Dieb mit einer Waffe bedroht. Im folgenden Handgemenge kann der tatsächliche Täter mit Overbecks Dienstwaffe entkommen. Nach diesem Fauxpas bekommt Overbeck dienstliche Schwierigkeiten, wobei ihn vor allem die Personalrätin Havenstein unter Druck setzt, die mit ihm vor einiger Zeit ein Techtelmechtel gehabt hat. Auf der Suche nach Rechtsbeistand wendet sich Overbeck an Alex, die seit Kurzem eine eigene Kanzlei besitzt. Sie nimmt den Fall widerwillig an.
Zufällig trifft Overbeck seinen ehemaligen Kollegen „Ugly Joe“ Sundermann, der jetzt Inhaber einer Security-Firma ist und ihm anbietet, die Polizeikarriere an den Nagel zu hängen und sich als Partner in sein Sicherheitsgeschäft einzukaufen. Alex lässt auf Overbecks Bitten hin Ekki die Finanzen von Sundermanns Firma überprüfen, wobei sich herausstellt, dass der von Overbeck geforderte Anteil in keinem Verhältnis zum steuerlichen Erscheinungsbild des Unternehmens steht. Ekki wird von seinem Chef Grabowski an weiteren Maßnahmen gegen Sundermann gehindert; wie sich später herausstellt, ist Grabowski von Sundermann bestochen worden.
Havenstein verabredet sich privat mit Overbeck, wird von diesem jedoch erschossen aufgefunden – mit Overbecks Dienstwaffe, so dass Overbeck unter Mordverdacht gerät. Sein dilettantischer Versuch, die Indizien in der Asservatenkammer zu entwenden, macht die Situation für ihn nur noch schlimmer.
Anna wird von einem schwarzen SUV, wie ihn auch Sundermann fährt, angefahren und lebensgefährlich verletzt. Während sie den Rest der Folge auf der Intensivstation im künstlichen Koma verbringt, wird sie von Wilsberg, Overbeck und Alex regelmäßig besucht. In einer Tagtraumszene an ihrem Bett lässt Wilsberg in einem imaginären Gespräch die Entwicklung ihrer Freundschaft Revue passieren. Dabei werden viele Begebenheiten aus früheren Wilsberg-Folgen gezeigt.
Da Wilsberg in Sundermanns Kampftrainer Boris seinen Einbrecher wiedererkennt, melden sich Alex und Ekki bei ihm zum Training an und belauschen eine Auseinandersetzung, in der Boris von Sundermann dafür zur Rede gestellt wird, dass er Diebesgut in der Sicherheitsfirma lagert. Die Einbrüche wurden im Auftrag der Firma Dillinger durchgeführt, die Sicherheitstechnik anbietet und mit Havenstein zusammengearbeitet hat. Auf Havensteins Handy findet sich eine Sprachnachricht, nach der Boris angekündigt hatte, alles auffliegen zu lassen. Damit ist Boris tatverdächtig, doch bei einem verabredeten Treffen findet Wilsberg ihn ermordet vor.
Die Lösung des Falles finden Alex, Ekki und Wilsberg per Zufall auf einem Kugelschreiber mit Minikamera, der anfangs Havenstein von Dillinger überlassen und dann von wechselnden Personen ahnungslos eingesteckt und stets an anderen Orten liegengelassen worden ist, wobei die automatisch arbeitende Kamera jeweils aufschlussreiche Szenen aufgezeichnet hat. Die Aufzeichnung des Mordes an Havenstein bricht vor der Tat ab, der Kugelschreiber wurde also gezielt deaktiviert, was nur Dillinger gewusst haben kann – er hat die Morde begangen.
Overbeck, der mittlerweile zur Fahndung ausgeschrieben worden ist, ist bei Wilsberg untergetaucht und fährt nun gemeinsam mit Wilsberg und Ekki zu Dillinger, der gerade eine Auseinandersetzung mit Sundermann hat. Als Dillinger versucht, den kampfausgebildeten Sundermann mit einer Waffe zu bedrohen, wird er von Sundermann überwältigt. In dieser Situation trifft Overbeck ein und begeht seinen Fehler vom Anfang fast nochmals. Dillinger versucht zu fliehen, doch sein Haus ist bereits von der Polizei umstellt – eine Streife hatte den Wagen des flüchtigen Verdächtigen Overbeck erkannt und Alarm ausgelöst. Wilsberg findet in Dillingers Abfällen das leere Kuvert, in dem er das Geld für die Kreuzfahrt gesammelt hat.
Nachdem Anna von Overbeck durch eine Ungeschicklichkeit aus dem Koma geweckt worden ist, sieht man in der Schlussszene, wie Wilsberg sie über den Aasee rudert, als Ersatz für die Mittelmeerkreuzfahrt.

## Besonderheiten
Der Running Gag Bielefeld erscheint in der 76. Minute. Kriminalrat Schaaf beklagt sich über Personalnotstand und kündigt an, Verstärkung aus Bielefeld anzufordern.
Das Lied während der Rückblende ab Minute 39 ist Gold Dust von Jonathan Jeremiah. Die Ruderpartie am Schluss ist mit dem Lied Leuchtturm von Nena aus dem Jahr 1983 unterlegt, während Wilsberg im letzten Dialog erstmals eine uneingeschränkte Zuneigung zu Anna äußert. Anna: „Das Mittelmeer habe ich mir irgendwie anders vorgestellt!“ – „Du hast auch an allem was auszusetzen.“ – „Gib’s zu, das hat dir gefehlt.“ – „Nein. Du hast mir gefehlt.“

## Rezeption

### Einschaltquote
Bei der Erstausstrahlung am 30. November 2019 wurde der Film von insgesamt 6,13 Millionen Zuschauern gesehen und erreichte einen Marktanteil von 20,8 Prozent.

### Kritik
Tilmann P. Gangloff resümiert in der Frankfurter Rundschau: ‚Dank Enlens Inszenierung und einer klugen Montage bietet sich die komplizierte Geschichte, die noch diverse weitere Um- und Abwege nimmt, erstaunlich flüssig dar. Was der Umsetzung fehlt, ist gerade gemessen an Enlens letzten beiden „Wilsberg“-Beiträgen, „Gottes Werk und Satans Kohle“ sowie „Minus 196 Grad“ (beide 2019), ein gewisser Pfiff; der Film besteht größtenteils aus Gesprächsszenen. Das ist für Reihenkrimis zwar nicht ungewöhnlich, fällt hier aber besonders deutlich auf, zumal trotzdem nicht alle Fragen geklärt werden. Spaß macht „Schutzengel“ dennoch, weil das Ensemble gut funktioniert und viele Dialoge von einem klugen Witz sind.‘
TV Spielfilm fand, das „selbstironische Highlight der Reihe“ sei „für Fans wie ein vorgezogenes Weihnachtsgeschenk: Liebgewordene Charaktere, flapsige Sprüche und ganz viel Nostalgie: So werden nicht nur alte Folgen zitiert, etwa als Auflistung von Overbecks Missgeschicken, sondern es gibt sogar einige alte Szenen zu sehen.“